# Гизела Австрийска
Гизела Луиза Мария Австрийска (на немски: Gisela Louise Marie Erzherzogin von Österreich, Prinzessin von Bayern; * 12 юли 1856, Лаксенбург, Австрия; † 27 юли 1932. Мюнхен, Ваймарска република) от династията на Хабсбург-Лотарингите, е австро-унгарска ерцхерцогиня и принцеса на Бавария, принцеса на Унгария, принцеса на Бохемия, принцеса на Галиция и Лодомерия, принцеса на Хърватия, Славония и Далмация, графиня на Хабсбург.

## Произход
Тя е втората дъщеря на австро-унгарския император Франц Йосиф I (1830 – 1916) и императрица Елизабет Баварска (Сиси) (1837 – 1898). Има един брат и две сестриː 
- Ерцхерцогиня София Федерика (1855 – 1857)
- Ерцхерцог Рудолф Франц (1858 – 1889), съпруг на принцеса Стефани Белгийска, дъщеря на белгийския крал Леополд II
- Ерцхерцогиня Мария Валерия (1868 – 1924), съпруга на ерцхерцог Франц Салватор Австрийски

Името й „Гизела“ е взето от името на унгарската кралица Гизела, съпруга на Стефан I, първия християнски унгарски крал. Въпреки че е кръстена Gisella, тя изписва името си с едно L. 

## Биография

### Ранни години
Подобно на по-голямата си сестра ерцхерцогиня София и на брат си престолонаследникът принц Рудолф Гизела е отгледана от баба си по бащина линия, ерцхерцогиня София Баварска. С трезв характер като баща си, тя има резервирано отношение към майка си. Има много близки отношения с брат си, чието самоубийство през януари 1889 г. я засяга дълбоко.
Баща й събира някои от личните вещи на семейството, като например първия чифт обувки, носени от всяко от децата му. Сред тези спомени е стихотворение, написано за него от малката Гизела за Коледа; говори се, че то е най-ценният предмет в тази колекция. Известно е също, че ерцхерцогиня Гизела рисува в по-късните си години.

### Брак
На 20 април 1873 г., на 16-годишна възраст, Гизела се омъжва във Виена за втория си братовчед принц Леополд Баварски, син на принц-регент Луитполд Баварски и Августа Фердинанда Австрийска. Първоначално Леополд се влюбва в принцеса Амали Сакс-Кобург и Гота, за която по-малкият брат на императрица Елизабет, херцог Максимилиан Емануил Баварски, възнамерява да се ожени. Затова императрицата организира среща на Леополд и Гизела в двореца Гьодьольо и принцът знае, че не може да откаже предложението ѝ.
Според писмо до майка му, написано през 1872 г., император Франц Йосиф иска брак между дъщеря му и принца от Вителсбахите, тъй като по това време има малко налични католически принцове. Изглежда той чувства, че трябва да осигури единствения жизнеспособен кандидат, на когото може уверено да даде дъщеря си (която той нарича „нашето скъпо момиче“ по време на сватбените ритуали). Принц Леополд получава огромната зестра от половин милион гулдена и скоро преодолява предишното си увлечение по принцеса Амали. Майката на Гизела не присъства на сватбеното тържество. 
Младата двойка е приветствана в Мюнхен от семейството на съпруга и продължава да живее в резиденцията Пале Леополд в Швабинг. Дворецът е преименуван на Giselastraße в чест на Гизела през 1873 г. Година след сватбата тя ражда първото си дете и майка й Елизабет присъства на кръщенето. Гизела и Леополд имат четири деца.

### Благотворителност и Първа световна война
Особено след смъртта на брат си Рудолф Гизела е дълбоко ангажирана с различни социални и политически проблеми и е основава благотворителни организации в подкрепа на бедните, слепите и глухите, където самата тя пое,а активна роля. По време на Първата световна война ръководи военна болница в двореца си, докато съпругът й е фелдмаршал на Източния фронт. Когато избухва Германската революция през 1918 г., останалата част от семейството й напуска града, но Гизела остава и участва в изборите през 1919 г. за Националното събрание на Ваймар, където жените над 20-годишна възраст имат право да гласуват за първи път.
Почитането й е такова, че е широко известна като „Добрия ангел от Виена“ и тя  става покровителка на редица институции, като Гизелбан (влак, движещ се от Залцбург до Тирол), все още действащия гребен параход „Гизела“ на Траунзее и гимназията „Гизела“ в Мюнхен.

### Вдовство и смърт
Гизела и съпругът й празнуват златната си сватба през 1923 г. Съпругът й умира на 28 септември 1930 г.; Гизела го надживява само с две години. Тя почива на 76 години в Мюнхен на 27 юли 1932 г. и е погребана до принц Леополд в Коломбариума в църквата „Свети Михаил“ в Мюнхен.

## Брак и потомство
∞ 20 април 1873 във Виена за Леополд Баварски ( * 9 февруари 1846 в Мюнхен; † 28 септември 1930 пак там) от династията Вителсбахи, генерал-фелдмаршал и втори син на Луитполд Баварски – принц-регент на Бавария и брат на Лудвиг III, от когото има двама сина и две дъщери:
- Елизабет Мария Августа Баварска (8 януари 1874, Мюнхен –  4 март 1957, замък Щибар, Грещен), ∞ 1893 за граф Ото фон Зеефрид и Бутенхайм (1870 – 1951), от когото има един син и четири дъщери
- Августа Мария Луиза Баварска (28 април 1875, Мюнхен – 25 юни 1964, Регенсбург), ∞ 1893 за ерцхерцог Йозеф Август Австрийски (1872 – 1962), син на Йозеф Карл Лудвиг Австрийски, от когото има трима сина и три дъщери
- Георг Франц Йосиф Луитполд Мария Баварски (2 април 1880, Мюнхен – 31 май 1943, Рим), ∞ 10 февруари 1912 за ерцхерцогиня Изабела Австрийска-Тешен (1888 – 1973), от която няма деца, развод
- Конрад Луитполд Франц Йосиф Мария Баварски (22 ноември 1883, Мюнхен – 6 септември 1969, Хинтерщайн), ∞ 8 януари 1921 за принцеса Бона Маргерита Савойска-Генуезка (1896 – 1971), от която има син и дъщеря